# Comércio de pele

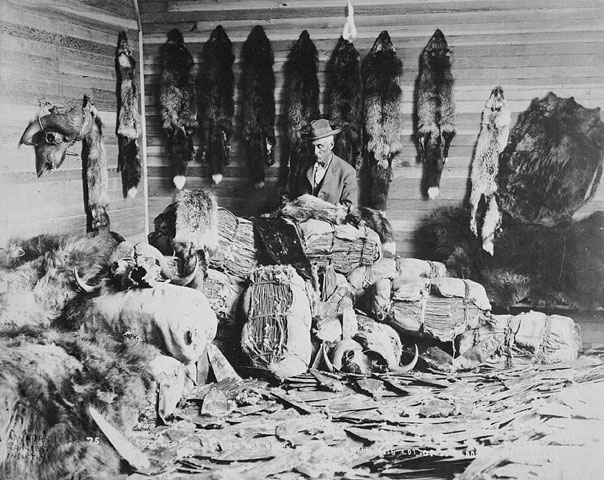
Mercado de peles no final do século XIX em Alberta, no Canadá.

O comércio de pele é uma indústria global dedicada à captura de animais para utilizar suas peles. Todos os anos, mais de 10 milhões de animais selvagens são capturados e vendidos para as indústrias de pele.
Hoje, a importância do comércio de peles diminuiu; é baseado em peles produzidas em fazendas de peles e armadilhas regulamentadas para portadores de peles, mas se tornou controverso. Organizações de direitos dos animais se opõem ao comércio de peles, citando que os animais são brutalmente mortos e às vezes esfolados vivos. A pele foi substituída em algumas roupas por imitações sintéticas, por exemplo, como em babados em capuzes de parkas.

## No Brasil
Durante toda a história brasileira até o século XX, mas em especial durante o período colonial, cervídeos como o Veado-campeiro e o Cervo-do-pantanal foram ostensivamente caçados por suas peles, levando à drástica redução populacional e territorial dessas espécies. A popularidade dessa caça é atestada em topônimos como Chapada dos Veadeiros e em raças de cães de caça como o Veadeiro nacional, Veadeiro-pampeano e o extinto Veadeiro catarinense.

A pele obtida desses animais era mercadoria comum entre os tropeiros.